# 雅达纳崩科技新城

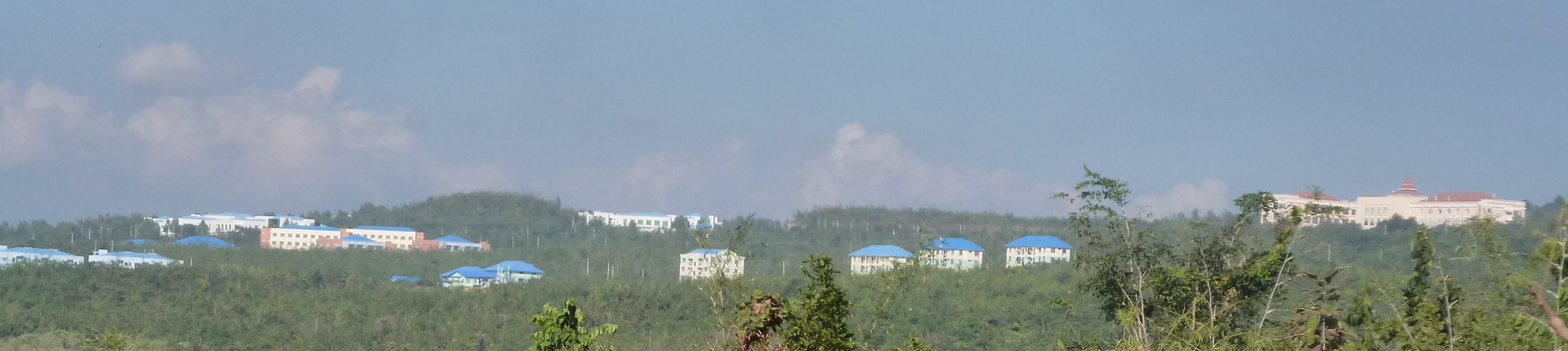
雅达纳崩科技新城

雅达纳崩科技新城（緬甸語： [jədənàbòʊɰ̃ nípjɪ̀ɰ̃ɲà mjo̰ðɪʔ]）是缅甸最大的信息科技中心。这座占地4,050公顷（10,000英亩）的ICT园区位于彬乌伦附近，距曼德勒以东约67公里。该园区自2007年12月起部分运营，据称已有超过30家本地及外国投资者入驻，其中多数来自亚洲。

## 历史

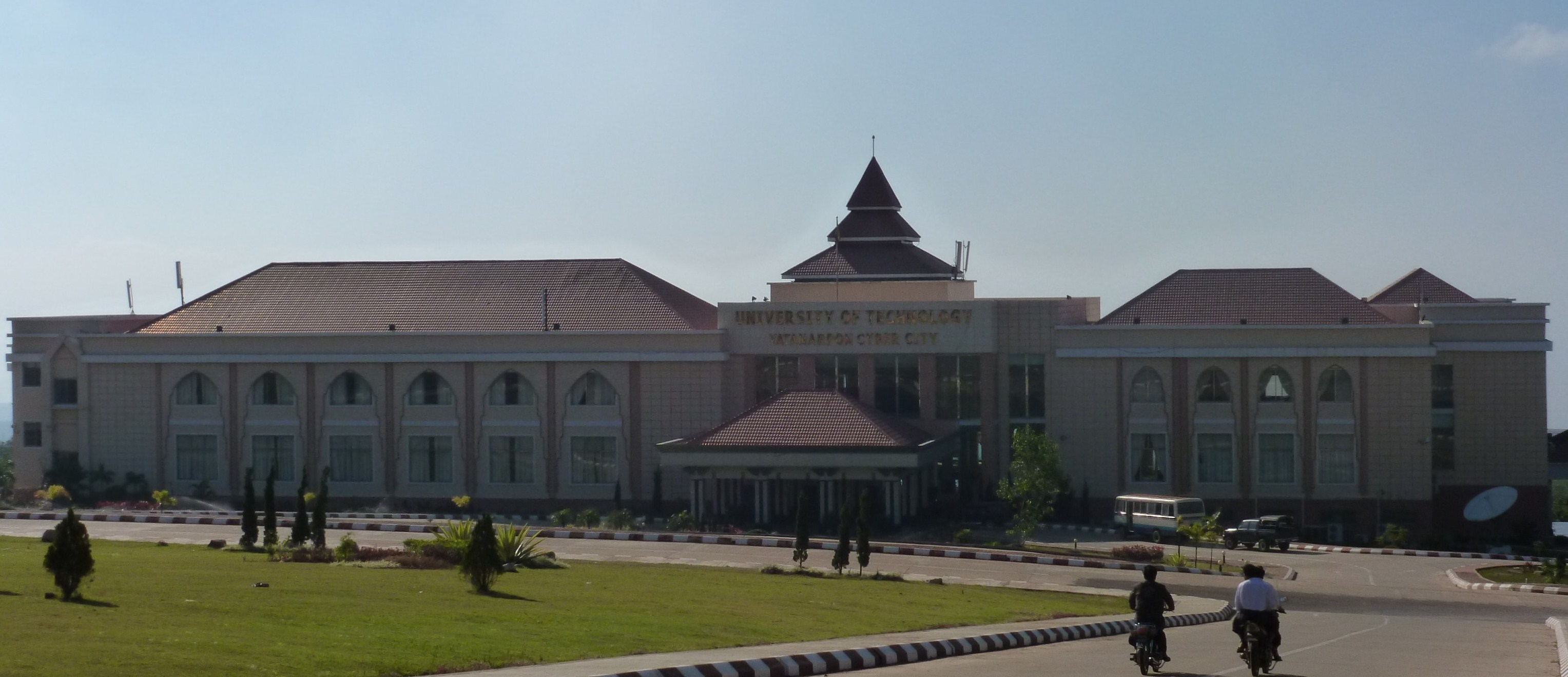
科技园区的主要核心——雅达纳崩理工大学

2006年6月园区成立时，总体规划要求同步开发九个“功能区”——包括卫星通信主楼、七座单层“孵化单元”、本地与国际软件区、公园与会议中心区、商业服务区、研发区、培训中心及住宅区。为鼓励私人住房建设，政府提供30年土地租赁权，但前十年不得转售或转让。
2008年6月，军政府宣布已批准12家国内外科技公司在该中心投资。缅甸企业包括半国有的缅甸电信港（Myanmar Teleport）和八家私营企业，如FISCA Enterprise、MCC、Fortune International等；外资企业则包括泰国的Shin Satellite、中国的中兴通讯（ZTE）和上海阿尔卡特、马来西亚的IP Tel Sdn Bhd以及俄罗斯的CBOSS。12家公司承诺总投资额达2,200万美元。
截至2008年12月，缅甸政府已向35家国内外科技企业划拨了150公顷土地。